# Albufeira

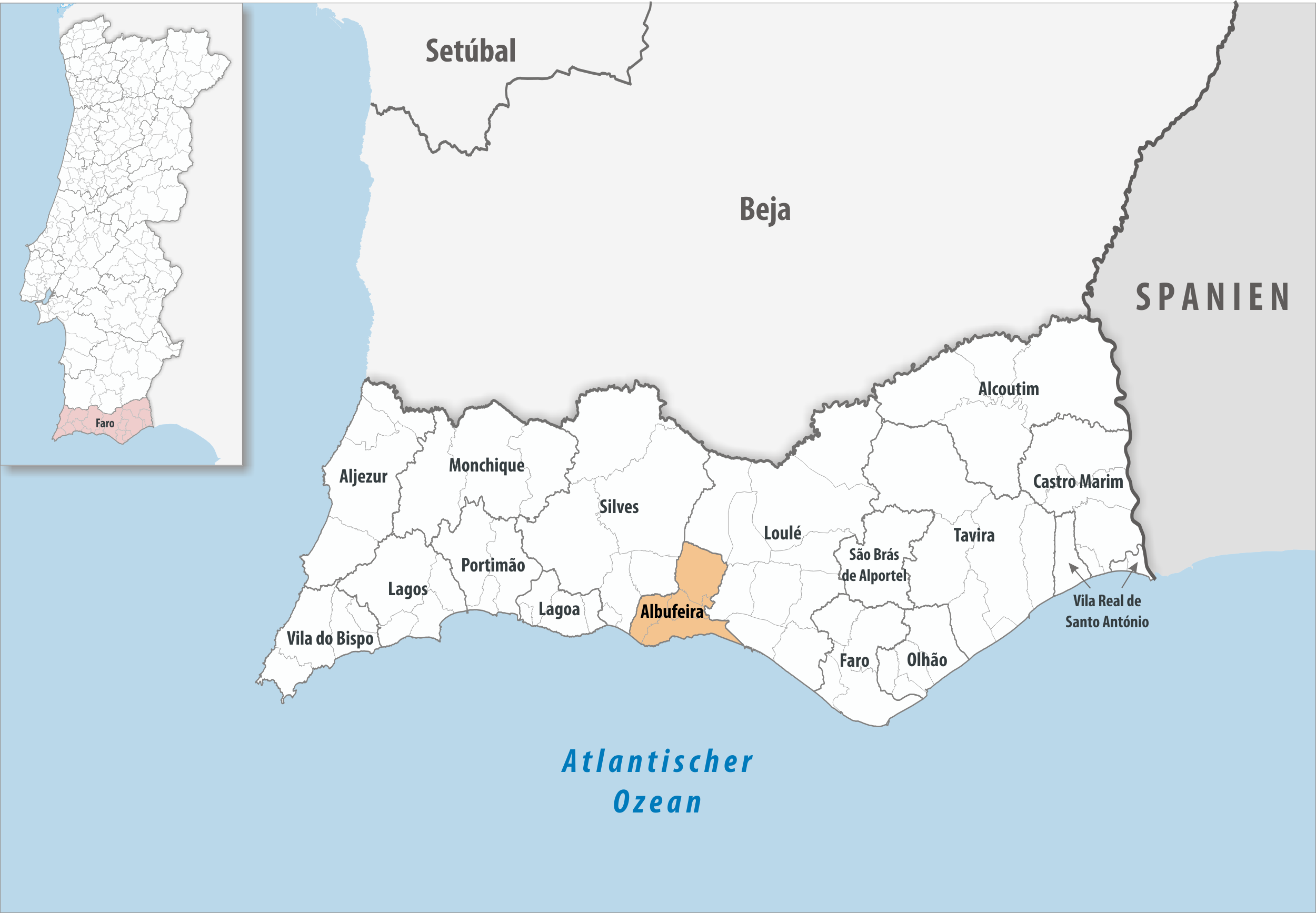
Kreis Albufeira

Albufeira [aɫbuˈfɐiɾɐ] ist eine Kleinstadt und ein Kreis in der Subregion Algarve, welche zur gleichnamigen Region gehört, die sich im Süden Portugals befindet. Der Kreis hat eine Fläche von 140,67 km2 und besteht aus 4 Gemeinden, die 44.168 Einwohner im Jahre 2021 verzeichneten.

## Albufeira

### Geschichte
Albufeira hat eine etwa 2000-jährige Geschichte. Die Römer nannten es Baltum oder Balteus. Der arabische Name für das Gebiet lautete البحيرة / al-buḥaira / ‚der See‘. Die auf dem Felsen erbaute Stadt galt wegen ihrer Lage als uneinnehmbar. Die Mauren konnten erst 1249 von Afonso III. aus der Stadt vertrieben werden. Infolge des Erdbebens von Lissabon wurde die Stadt 1755 fast völlig zerstört. Ein Tsunami überflutete die untere Stadt. 1823 wurde Albufeira während der blutigen Auseinandersetzungen zwischen Liberalen und Miguelistas von den Miguelista-Guerrilleros unter Remexido eingekreist und angezündet. Ein Teil der Bevölkerung wurde massakriert. An die alte Stadt erinnert heute fast nichts mehr. Dort, wo sie einst stand, am höchsten Punkt der Stadt (Rua da Bateria), stehen heute das alte Rathaus, ein Hospital und ein Glockenturm. Die bisherige Kleinstadt (Vila) Albufeira wurde im Jahre 1986 zur Stadt (Cidade) erhoben.

### Verkehr
Der Ort ist über die Bahnstrecke Linha do Algarve mit Lagos, Faro und Vila Real de Santo António verbunden. Es besteht Anschluss an die Autobahn A22 (Via Infante-de-Sagres) nach Lissabon und über Faro nach Spanien.
Albufeira ist mit zwei Haltepunkten in das landesweite Fernbusnetz der Rede Expressos eingebunden. Auch internationale Verbindungen werden hier angeboten.
Der Öffentliche Personennahverkehr wird durch die städtischen Busbetriebe GIRO - Transportes Urbanos gewährleistet. Meist im 30-Minuten-Takt durchfahren die fünf farblich gekennzeichnete Linien das Kreisgebiet, mit Anfangs- und Endpunkt im städtischen Busbahnhof (Terminal Rodoviário, offiziell Estação Central de Camionagem). Einzelfahrten, Tagestickets und Mehrfachkarten sind auf den wiederaufladbaren Tickets möglich.

### Wirtschaft
Die Wirtschaft wird überwiegend vom Tourismus getragen. So kommen zu den rund 30.000 Einwohnern noch rund 300.000 Feriengäste in der warmen Jahreszeit hinzu, die in den über 160 Hotels und Ferienanlagen wohnen. Die Stadt ist durch einen Tunnel mit dem Strand Praia do Peneco verbunden. Hinzu kommen Treppenabgänge zwischen der ehemaligen Burg und dem Strand und Strandzugänge durch die Hotelanlagen.

### Sehenswürdigkeiten

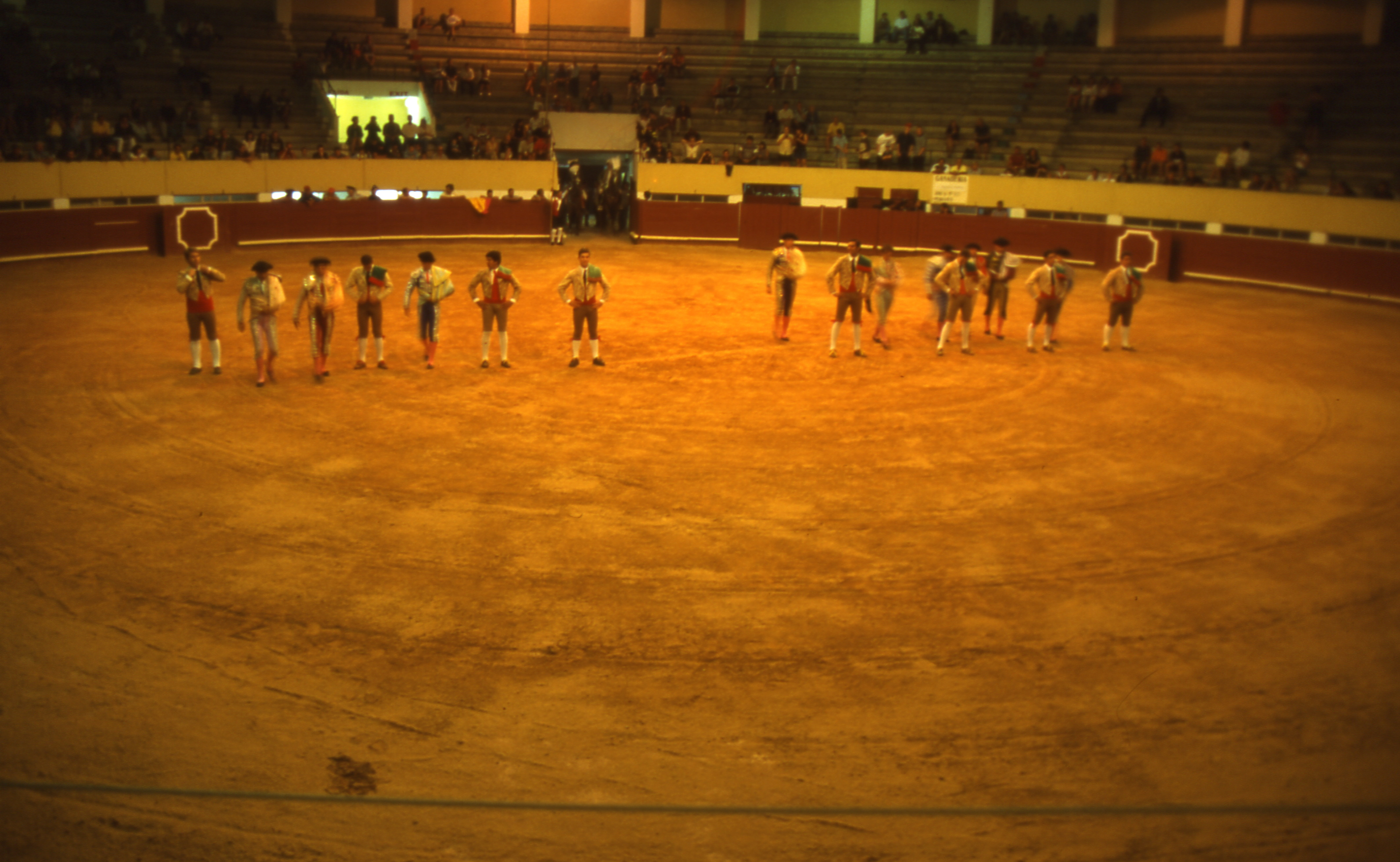
Stierkampf für Touristen in Albufeira (1999)

- Obwohl die Stadt aufgrund der Zerstörungen der letzten Jahrhunderte nur noch wenige geschichtsträchtige Sehenswürdigkeiten aufweist, ist sie selbst sehenswert mit ihren Gässchen, den vielen Läden, Boutiques, Cafés, sowie mit ihren Stränden Praia do Peneco und Praia dos Pescadores westlich davon.
- Cerro da Vila, das Altstadtviertel
- Alcantarilha im Nachbarkreis Silves: Die Wände der Totenkapelle der Dorfkirche sind mit 1500 menschlichen Schädelknochen „geschmückt“.

### Sport
Das Estádio Municipal de Albufeira (deutsch Kommunales Stadion) ist das Fußballstadion der Stadt Albufeira. Es wurde 1925 errichtet und bietet derzeit 3.500 Zuschauern Platz. Das Stadion ist Heimstatt des ehemaligen Zweitligisten Imortal DC.
Die Stadt ist häufig Schauplatz internationaler Billardturniere, zuletzt etwa die EBSA-Snookereuropameisterschaft 2020, die EBSA U18- und die EBSA U21-Snookereuropameisterschaft 2020.

## Kreis Albufeira

### Verwaltung
Albufeira ist Sitz eines gleichnamigen Kreises. Die Nachbarkreise sind (im Uhrzeigersinn im Norden beginnend): Silves, Loulé und außerdem grenzt der Kreis an den Atlantischen Ozean.
Mit der Gebietsreform im September 2013 wurden die Gemeinden Albufeira und Olhos de Água zur neuen Gemeinde Albufeira e Olhos de Água zusammengefasst, sodass nun die folgenden vier Gemeinden (Freguesias) zum Kreis Albufeira gehören:
| Gemeinde                  | Einwohner (2021) | Fläche km² | Dichte Einw./km² | LAU- Code |
| ------------------------- | ---------------- | ---------- | ---------------- | --------- |
| Albufeira e Olhos de Água | 28.641           | 41,18      | 696              | 080106    |
| Ferreiras                 | 7.267            | 20,13      | 361              | 080104    |
| Guia                      | 4.758            | 26,80      | 178              | 080102    |
| Paderne                   | 3.498            | 52,56      | 67               | 080103    |
| Kreis Albufeira           | 44.164           | 140,67     | 314              | 0801      |

### Bevölkerungsentwicklung
| Einwohnerzahl im Kreis Albufeira (1801–2011) | Einwohnerzahl im Kreis Albufeira (1801–2011) | Einwohnerzahl im Kreis Albufeira (1801–2011) | Einwohnerzahl im Kreis Albufeira (1801–2011) | Einwohnerzahl im Kreis Albufeira (1801–2011) | Einwohnerzahl im Kreis Albufeira (1801–2011) | Einwohnerzahl im Kreis Albufeira (1801–2011) | Einwohnerzahl im Kreis Albufeira (1801–2011) | Einwohnerzahl im Kreis Albufeira (1801–2011) | Einwohnerzahl im Kreis Albufeira (1801–2011) |
| -------------------------------------------- | -------------------------------------------- | -------------------------------------------- | -------------------------------------------- | -------------------------------------------- | -------------------------------------------- | -------------------------------------------- | -------------------------------------------- | -------------------------------------------- | -------------------------------------------- |
| 1801                                         | 1849                                         | 1900                                         | 1930                                         | 1960                                         | 1981                                         | 1991                                         | 2001                                         | 2011                                         |                                              |
| 4 537                                        | 7 443                                        | 10 980                                       | 14 444                                       | 14 736                                       | 17 218                                       | 20 949                                       | 31 543                                       | 40 828                                       |                                              |

### Kommunaler Feiertag
- 20. August

### Städtepartnerschaften
- Fife, Vereinigtes Königreich, seit 1996
- Sal, Kap Verde, seit 1997[6]
- Linz, Österreich, seit 2008

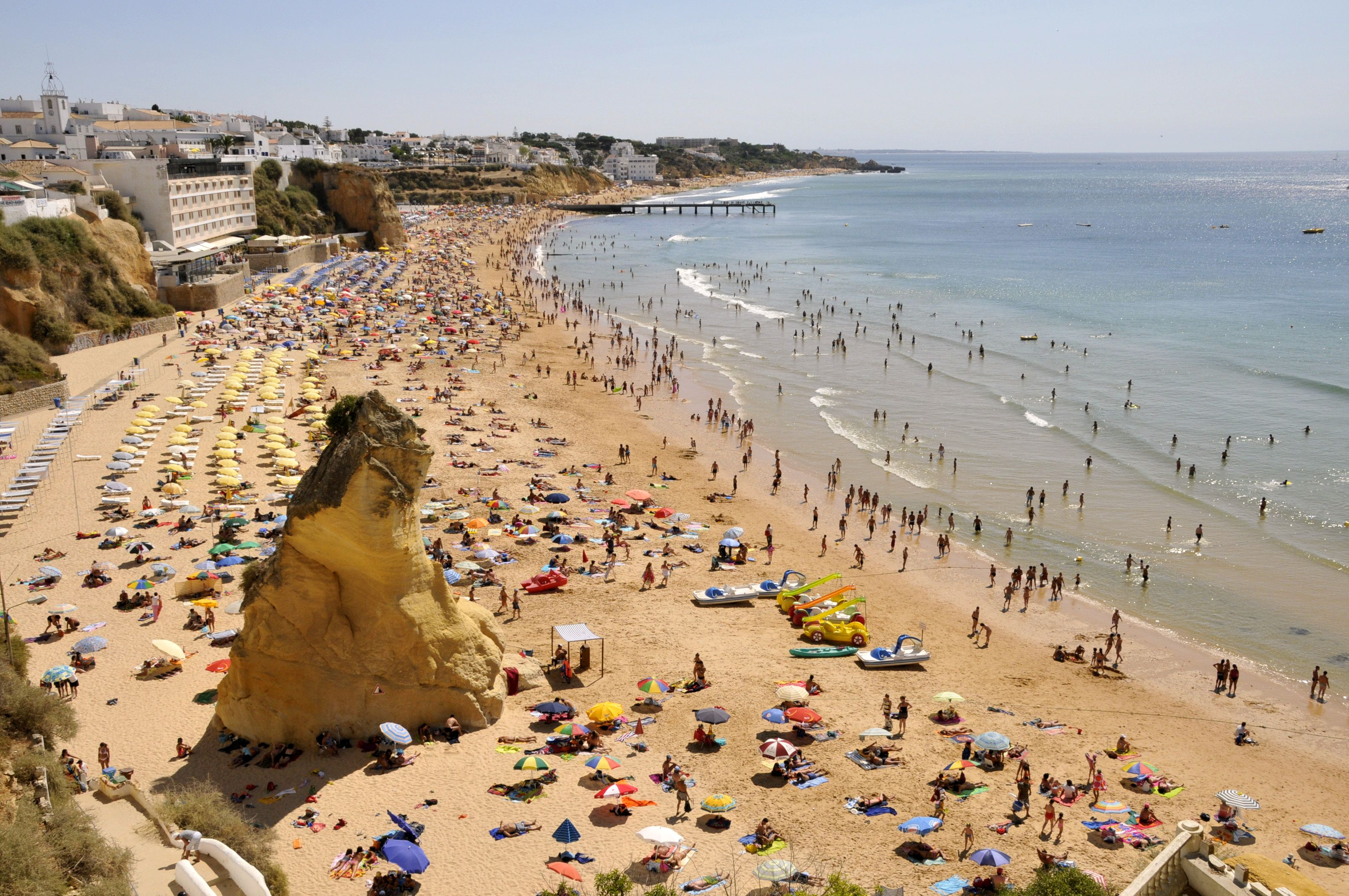
Strand Praia do Peneco vor Albufeira, Blick in Richtung Ost
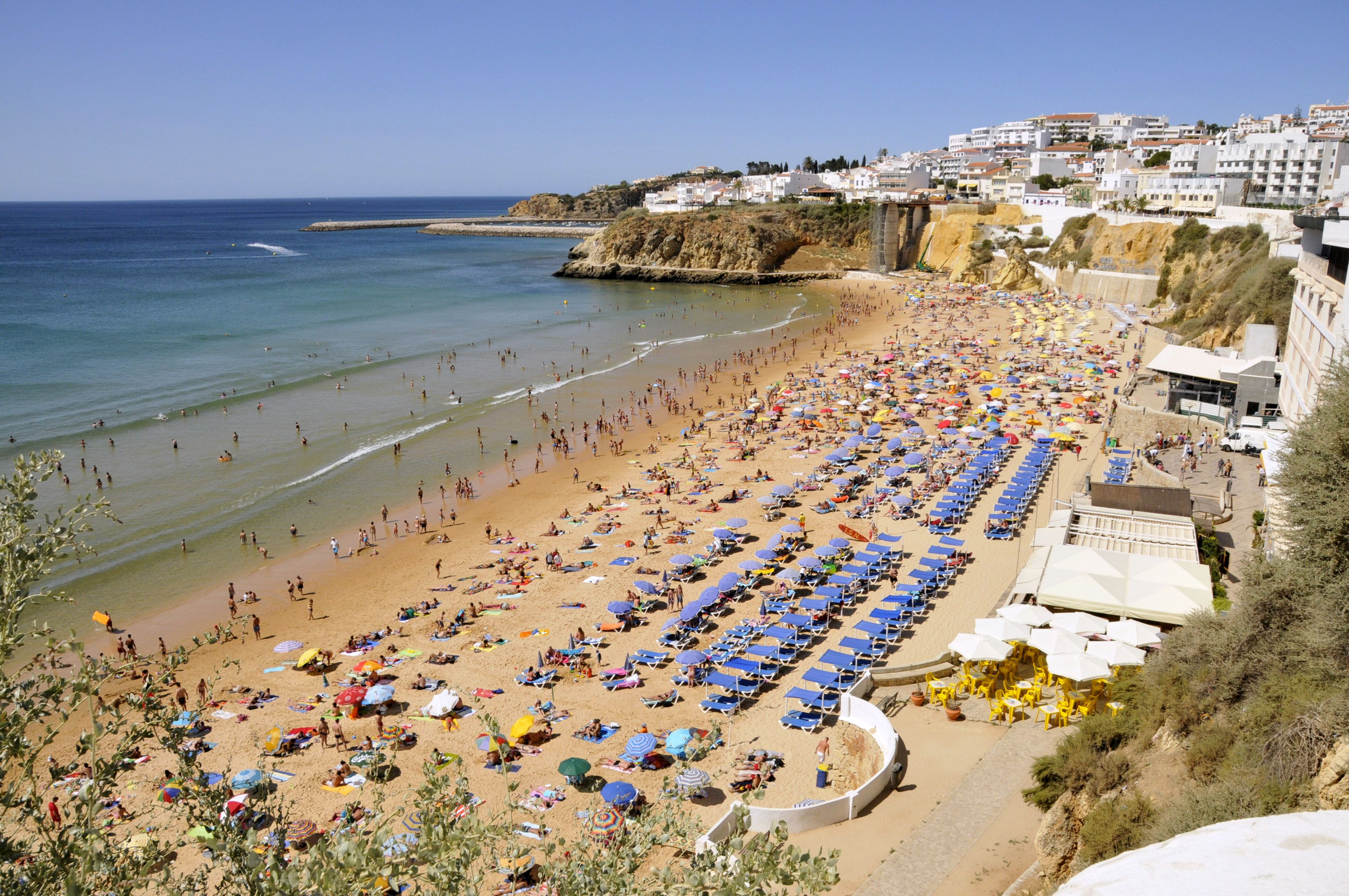
Blick in Richtung Westen
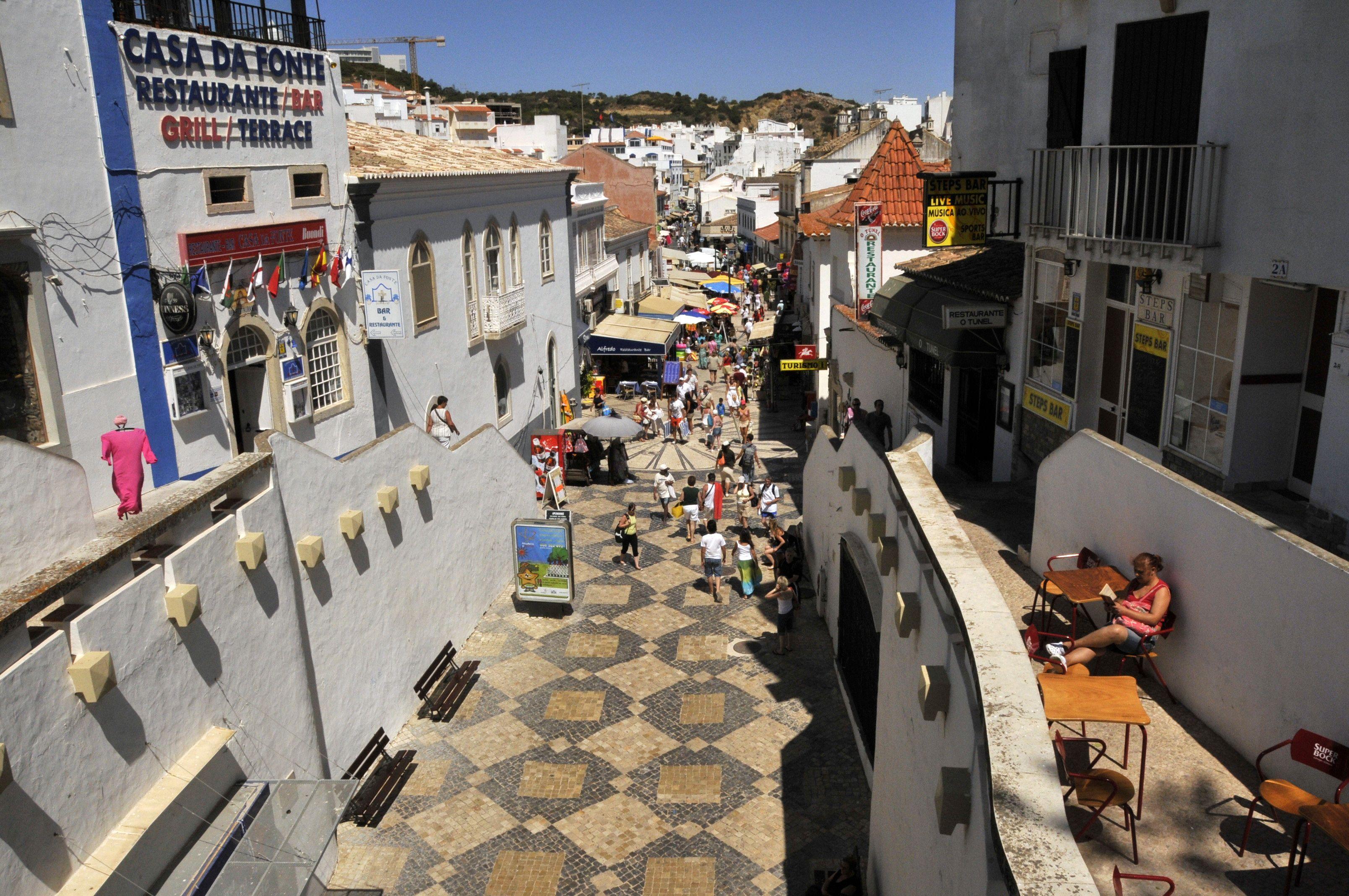
Rua 5 de Outubro (Fußgängerzone)
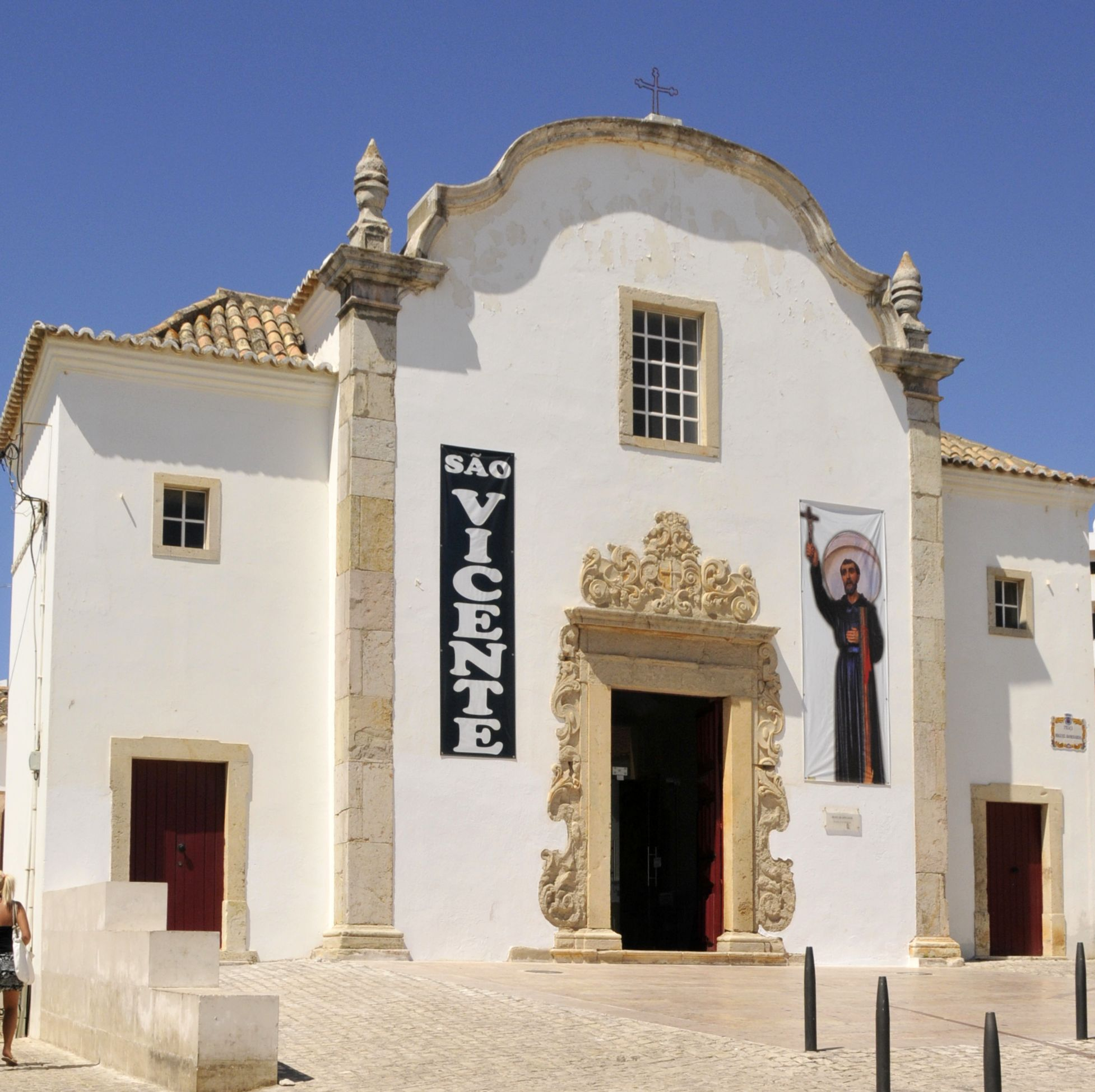
Igreja São Vicente
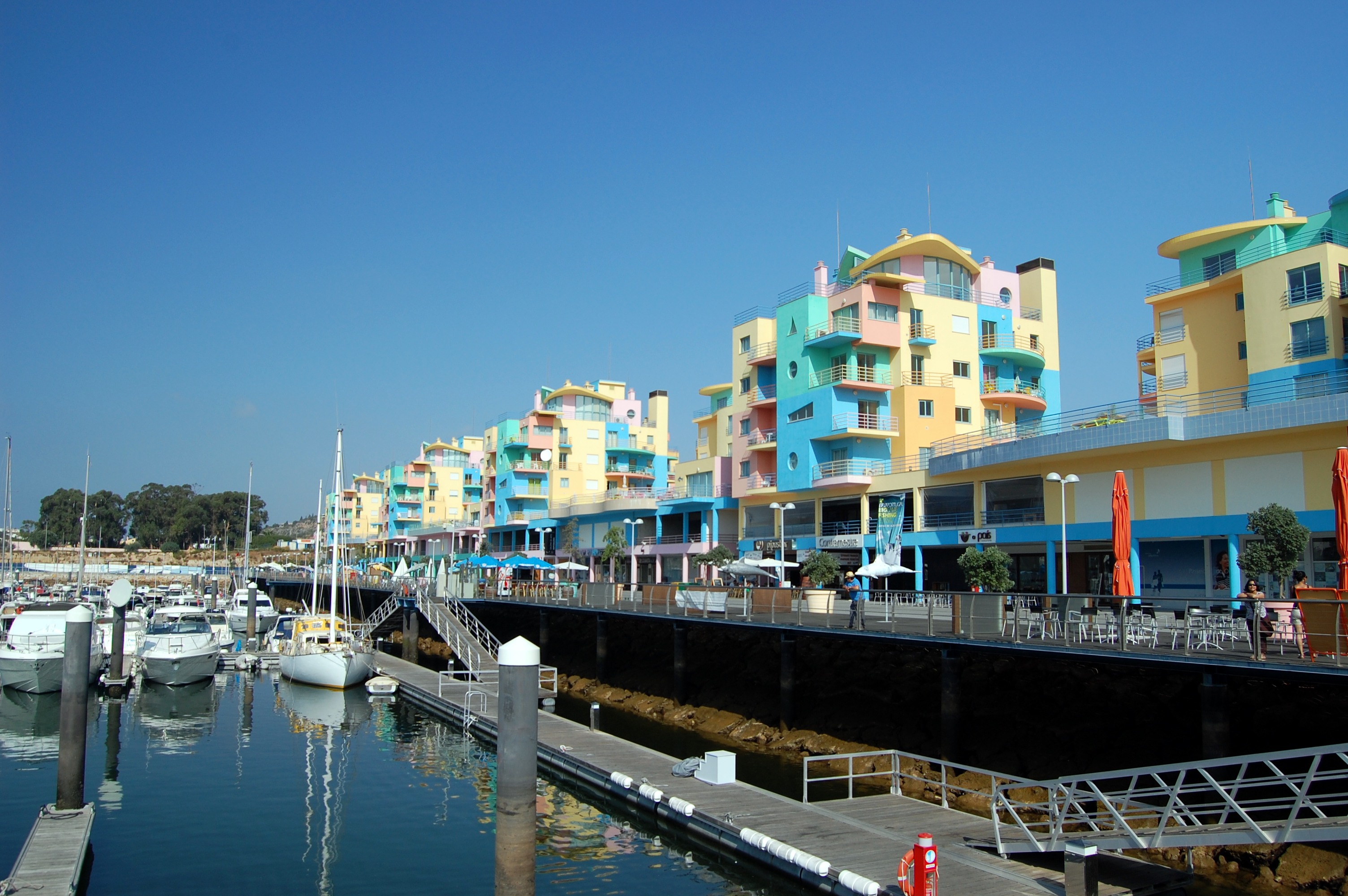
An der Marina von Albufeira

## Söhne und Töchter der Stadt
- Vicente de Santo António (1590–1632), 1867 seliggesprochener Missionar, der vor allem in Japan wirkte
- Samora Barros (1887–1972), Maler
- José Martins (1920–2011), Radfahrer, Gewinner der Portugal-Rundfahrt 1946 und 1947
- Jorge Neto de Melo (* 1951), Lyriker, Schriftsteller
- João Campos (* 1958), Leichtathlet
- Pelé (* 1978), Fußballspieler, kapverdischer Nationalspieler
- Liliana Patrícia Almeida (* 1983), Sängerin, Mitglied der Casting-Band Nonstop
- Filipa Sousa (* 1985), Sängerin
- Bruno Costa (* 1986), Fußballspieler
- Gerson Baldé (* 2000), Leichtathlet